# Mölbling
Mölbling ist eine Gemeinde mit 1320 Einwohnern (Stand 1. Jänner 2024) im Bezirk St. Veit an der Glan in Österreich, im Bundesland Kärnten.

## Geographie

### Geographische Lage
Mölbling liegt rund 27 km nordnordöstlich von Klagenfurt. Die Gemeinde liegt am westlichen Rande des Krappfeldes und in den Wimitzer Bergen. Das Gebiet wird von der Gurk entwässert, die den Ostrand der Gemeinde durchläuft, und in die der Tatschgerbach mündet, der selbst etliche Seitenbäche aufnimmt, wie den Welsbach und den Meiseldinger Bach.

### Gemeindegliederung
Mölbling ist in fünf Katastralgemeinden (Dielach, Gunzenberg, Meiselding, Rabing, Rastenfeld) gegliedert. Das Gemeindegebiet umfasst folgende 29 Ortschaften (in Klammern Einwohnerzahl Stand 1. Jänner 2024):
- Bergwerksgraben (38)
- Breitenstein (21)
- Brugga (155)
- Dielach (52)
- Drasenberg (25)
- Eixendorf (8)
- Gaming (35)
- Gerach (0)
- Gratschitz (11)
- Gunzenberg (16)
- Kogl (3)
- Mail (25)
- Meiselding (357)
- Mölbling (198)
- Pirka (35)
- Rabing (29)
- Rastenfeld (15)
- Ringberg (16)
- St. Kosmas (5)
- St. Stefan am Krappfeld (34)
- Stein (14)
- Stoberdorf (13)
- Straganz (41)
- Treffling (44)
- Tschatschg (13)
- Unterbergen (60)
- Unterdeka (37)
- Wattein (10)
- Welsbach (10)

### Nachbargemeinden
|             | Straßburg                                   | Althofen            |
| Gurk        | Kompassrose, die auf Nachbargemeinden zeigt | Kappel am Krappfeld |
| Frauenstein | Sankt Georgen am Längsee                    |                     |

## Geschichte
Die Kirche in St. Stefan wurde 1131 erstmals urkundlich erwähnt, die Kirche in Meiselding 1216.
Das heutige Gemeindegebiet gehörte bis 1848 zu den Landgerichten Freiberg und Hochosterwitz. 1850 wurde aus den Katastralgemeinden Rabing, Rastenfeld und Gunzenberg die Gemeinde Rabing errichtet, die 1956 in Mölbling umbenannt wurde. 1973 wurde Mölbling um einen großen Anteil der aufgelösten Ortsgemeinde Meiselding erweitert.
1893 erwarb Carl Freiherr Auer von Welsbach Schloss Rastenfeld. Im nahegelegenen Ort Welsbach errichtete er Gebäude für seine Erfindungen (Gasglühstrumpf, Osmiumlampe, Pyrophoren-Legierungen).

## Bevölkerung
Die Gemeinde Mölbling hatte 1273 Einwohner (2001), davon besaßen 97,2 % die österreichische Staatsbürgerschaft. Die größten Orte sind Meiselding mit 288, Mölbling mit 169 und Brugga mit 131 Einwohnern. Als Religionszugehörigkeit geben 90,5 % der Bevölkerung römisch-katholisch, 3,1 % evangelisch, 0,9 % islamisch an. 4,3 % sind ohne religiöses Bekenntnis.

## Kultur und Sehenswürdigkeiten
- Bergwerksgraben (verfallenes Silberbergwerk)
- Pfarrkirche hl. Stefan in St. Stefan am Krappfeld
- Wallfahrtskirche St. Kosmas
- Filialkirche hl. Michael in Treffling
- Pfarrkirche hl. Florian in Gunzenberg
- Pfarrkirche hl. Andreas in Meiselding
- Schloss Rastenfeld, urkundlich 1241 erstmals erwähnter, achteckiger Bau aus dem 15./16. Jahrhundert sowie nördlich davon Schloss Welsbach, ein zweigeschoßiges Gebäude in späthistoristischem Stil, für den Industriellen Carl Auer von Welsbach 1898 bis 1900 erbaut
- Gurkbrücke bei Mölbling, dreibogige barocke Steingewölbebrücke (alte Bundesstraße 17, heute Meiseldinger Landstraße 66)

## Wirtschaft und Infrastruktur

### Wirtschaftssektoren
Von den 78 landwirtschaftlichen Betrieben des Jahres 2010 waren 32 Vollerwerbsbauern und 42 Nebenerwerbsbauern. Je zwei Betriebe wurden von Personengesellschaften und von juristischen Personen geführt. Die Haupterwerbsbetriebe bewirtschafteten etwas mehr als die Hälfte der Fläche, die Nebenerwerbsbauern dreißig Prozent. Der größte Arbeitgeber im Produktionssektor war die Bauwirtschaft, sie beschäftigte 38 Personen. Die 18 Handelsbetriebe des Dienstleistungssektors hatten 39 Arbeitnehmer. Hier waren 28 Personen freiberuflich tätig und die sozialen und öffentlichen Dienstleistungen waren der drittgrößte Arbeitgeber mit zwanzig Beschäftigten (Stand 2011).
| Wirtschaftssektor            | Anzahl Betriebe | Anzahl Betriebe | Erwerbstätige | Erwerbstätige |
| Wirtschaftssektor            | 2011            | 2001            | 2011          | 2001          |
| ---------------------------- | --------------- | --------------- | ------------- | ------------- |
| Land- und Forstwirtschaft 1) | 78              | 83              | 70            | 54            |
| Produktion                   | 15              | 7               | 66            | 39            |
| Dienstleistung               | 63              | 37              | 117           | 90            |

1) Betriebe mit Fläche in den Jahren 2010 und 1999
| Mölbling ist eine Pendlergemeinde. Von den 665 ansässigen Erwerbstätigen arbeiteten 141 in der Gemeinde und 524 pendelten aus. Von der Umgebung kamen 112 Menschen zur Arbeit nach Mölbling (Stand 2011). Durch das Gemeindegebiet führen die Bundesstraße 317 und die Landesstraßen 66, 66a und 67b. | Hier fehlt eine Grafik, die leider im Moment aus technischen Gründen nicht angezeigt werden kann. Wir arbeiten daran! |

## Politik

### Gemeinderat
Der Gemeinderat besteht aus 15 Mitgliedern und setzt sich seit der Gemeinderatswahl 2015 wie folgt zusammen:
- 10 FPÖ
- 5 SPÖ

### Bürgermeister
Direkt gewählter Bürgermeister ist Bernd Krassnig (FPÖ).

### Wappen
Im Wappen von Mölbling spielt die silberne, gegitterte Scheibe mit den acht Spickeln auf die Erfindung des Gasglühlichts durch den berühmtesten Gemeindebürger Carl Auer von Welsbach an; die Anzahl der Spickel könnte zudem eine Anspielung auf die acht Kirchen im Gemeindegebiet sein. Der steigende silberne Wolf geht auf ein Siegel Heinrich des Raspen aus dem Jahr 1333 zurück, dessen Burg Rastenfeld ein wichtiges lokales Herrschaftszentrum war. Die silberne Fackel wurde dem Herzschild des Fabrikanten Auer von Welsbach entnommen.
Die amtliche Blasonierung des Wappens lautet: „Über halbkreisförmig wachsender, schwarz schräg gegitterter silberner Scheibe eine grüne, von acht silbernen Spickeln besetzte Bogenleiste; darüber in Grün ein steigender, silberner, rot bezungter und rot bewehrter Wolf mit hängender Rute, in seinen Vorderpranken eine silberne Fackel haltend.“
Wappen und Fahne wurden der Gemeinde am 5. Jänner 1994 verliehen. Die Fahne ist Grün-Weiß mit eingearbeitetem Wappen.

## Persönlichkeiten

### Söhne und Töchter der Gemeinde
- Lore Brunner (1950–2002), Schauspielerin

### Mit der Gemeinde verbundene Persönlichkeiten
- Carl Auer von Welsbach (1858–1929), Chemiker und Unternehmer
- Friedrich Neste (1819–1886), österreichischer Pfarrer und Politiker, von 1862 bis 1868 Pfarrer in Meiselding